# The British Herbal
The British Herbal (abreviado Brit. Herb.) es un libro con descripciones botánicas que fue editado  por el escritor, dramaturgo, novelista, botánico, micólogo, pteridólogo, algólogo inglés John Hill (botánico). Se publicó en 52 fascículos  (cada uno con 8 páginas) en los años 1756-1757, con el nombre de The British Herbal: an history of plants and trees, natives of Britain, cultivated for use, or raised for beauty. London.